# Ezra Miller
Ezra Matthew Miller (Wyckoff, Nueva Jersey, 30 de septiembre de 1992) es una personalidad de la actuación y de la música estadounidense. Su debut cinematográfico ocurrió en 2008 con su papel de Robert en Afterschool, mientras que su primer rol importante fue en el drama We Need to Talk About Kevin de 2011. Un año después, recibió varios galardones por su actuación de Patrick en la película The Perks of Being a Wallflower, adaptación cinematográfica de la novela homónima de Stephen Chbosky. 
En 2015 coprotagonizó el drama The Stanford Prison Experiment y la comedia Trainwreck. Asimismo, en 2016 interpretó a Flash (Barry Allen), en la película de superhéroes basada en los personajes de DC Comics Batman v Superman: Dawn of Justice, y a Credence Barebone en el largometraje de género fantástico Animales fantásticos y dónde encontrarlos.
En 2017, volvió a interpretar a Flash en la película Liga de la Justicia (2017), Zack Snyder's Justice League (2021), repitiendo papel en The Flash (2023). 
Es baterista y cantante de la banda Sons of an Illustrious Father.

## Biografía

### Primeros años
Ezra Matthew Miller nació el 30 de septiembre de 1992 en Wyckoff, Nueva Jersey. Su padre, Robert, que fue vicepresidente y director general en Hyperion Books, una agrupación de Walt Disney Company encargada de la publicación de libros para adultos, es editor en Workman Publisher. Su madre, Marta Koch, es bailarina de danza contemporánea. Tiene dos hermanas mayores, Saiya y Caitlin. Su padre es judío y su madre, que posee ascendencia alemana y neerlandesa, es cristiana. Miller se considera una persona judía y «espiritual».
Cuando tenía seis años comenzó a estudiar ópera con el fin de superar su dificultad en el habla, llegó a cantar con la Ópera Metropolitana de Nueva York y actuó en el estreno en Estados Unidos de la ópera contemporánea White Raven, del compositor Philip Glass. Asistió a la Rockland Country Day School y The Hudson School, pero abandonó ambas después del estreno de Afterschool, a los dieciséis años.

## Carrera cinematográfica

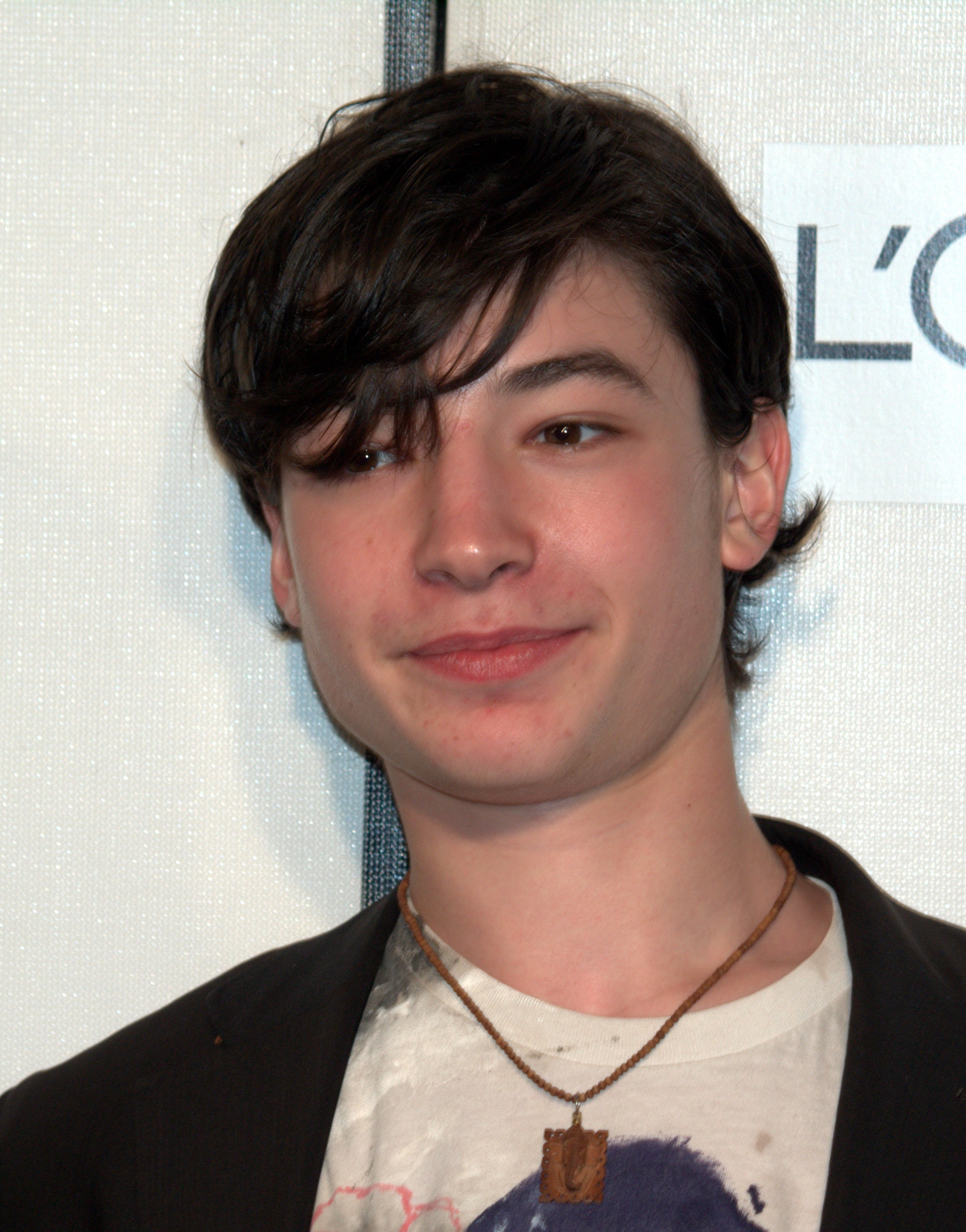
Ezra Miller, en el Festival de cine de Tribeca del 2009.

Comenzó su carrera de actuación en 2008 con Afterschool en la que interpretó a un adolescente en un internado. Después apareció en City Island (2009), con Andy García, Julianna Margulies, y Steven Strait. También coprotagonizó Beware the Gonzo y Every Day, las cuales fueron estrenadas en el Festival de cine de Tribeca. En esta última película, interpretó a un adolescente homosexual con Liev Schreiber y Helen Hunt como sus padres. Posteriormente, actuó en la película de BBC Films, We Need to Talk About Kevin con John C. Reilly y Tilda Swinton, dirigida y adaptada por Lynne Ramsay, la cual está basada en una novela del mismo nombre publicada en 2003 por la escritora estadounidense Lionel Shriver. La película se convirtió en una sensación de Festival de Cine de Cannes, ganando elogios por parte de la crítica. Miller también interpretó a Damien en la serie de televisión Californication, y a Tucker Bryant Royal Pains durante dos temporadas.
Uno de sus papeles más reconocidos fue el de Patrick en la adaptación cinematográfica de la novela The Perks of Being a Wallflower, donde compartió reparto junto a Logan Lerman y Emma Watson. La cinta recaudó 33,4 millones de dólares y obtuvo buenas críticas, al igual que la actuación de Miller. John Anderson, de Newsday dijo: «Ezra Miller interpreta al homosexual Patrick en una confusa e inusual forma». En septiembre de 2013 firmó para actuar en la adaptación cinematográfica de la novela Madame Bovary. En octubre de 2014 se confirmó que interpretaría a Barry Allen, el superhéroe conocido como Flash en el universo extendido de DC, haciendo un cameo en Batman v Superman: Dawn of Justice y Escuadrón suicida (ambas en 2016), además de aparecer en Liga de la Justicia (2017) y, así como su película homónima esperada para 2022, The Flash.

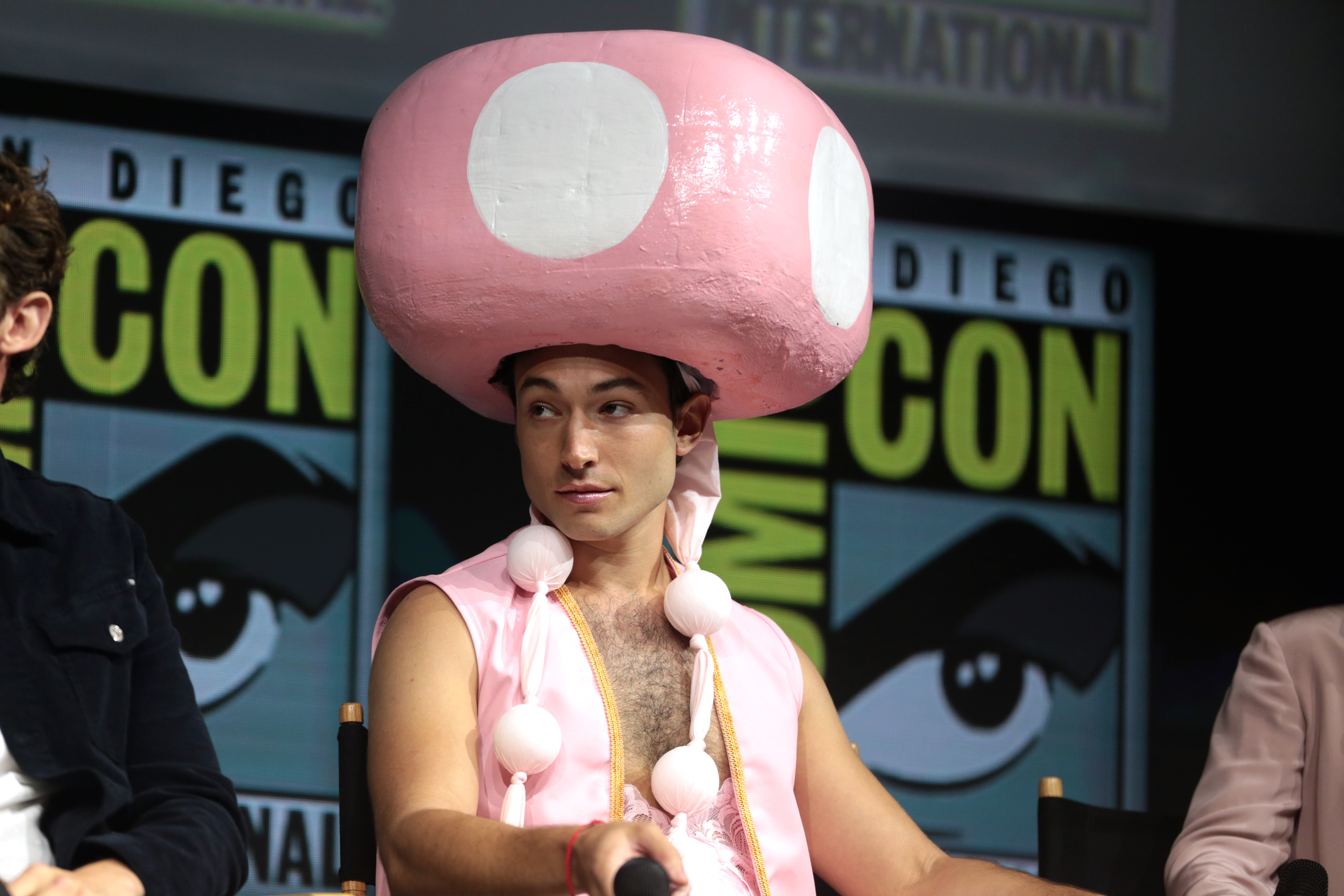
Ezra Miller en la Comic Con de San Diego de 2018.

En 2016 se estrenó la película Animales fantásticos y dónde encontrarlos, en la que personificó a Credence Barebone. Y en 2018, estrenó la segunda parte llamada Animales fantásticos: Los crímenes de Grindelwald, en la que interpretó al mismo personaje.

## Vida privada

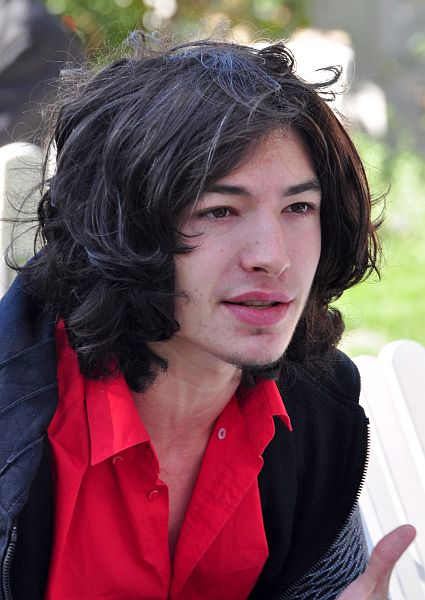
Ezra Miller en el Hamptons International Film Festival de 2011.

El 28 de junio de 2011 en Pittsburgh, donde se estaba filmando The Perks of Being a Wallflower, se le detuvo por pasar con su automóvil un semáforo en luz roja. Dentro del vehículo, la policía descubrió veinte gramos de marihuana. En un principio se le acusó de posesión de drogas, pero la acusación fue retirada más tarde por el juez. En su lugar, Miller debió pagar una multa de seiscientos dólares por provocar una alteración del orden público. Más tarde, comentó: «No me siento como si hubiese alguna necesidad de ocultar el hecho de fumar marihuana. Es una sustancia inofensiva a base de hierbas que aumenta la apreciación sensorial».
En 2012 salió del armario como «queer», declarando que siente atracción por todas las personas, por lo que no podía considerarse heterosexual. Se identifica como una persona transgénero, queer y de género no binario. Se ha descrito así: «La forma que elegiría para definirme a mí no sería como gay. Me he sentido atraído mayoritariamente por "ellas", pero he estado con muchas personas y estoy abierto al amor donde quiera que se encuentre. He tenido muchos amigos maravillosos de distintos géneros y sexos. Estoy muy enamorado de nadie en particular». También ha declarado: «He tenido muchas, ya sabes, "pijamadas con finales felices" en mi juventud... Mi período de exploración, creo que eso es esencial. Cualquiera que no haya tenido un momento gay probablemente está tratando de evitar alguna confrontación con una realidad en su vida».[cita requerida]
En abril de 2013 se unió a la campaña Salva el Ártico de Greenpeace. Se unió al proyecto «Aurora», un viaje para salvar el Ártico. La misión es declarar el Polo Norte como área protegida en nombre de toda la vida en la Tierra. Con el respaldo de millones de personas, un grupo de jóvenes fueron a plantar una bandera en el fondo del mar y pedir un santuario en la zona deshabitada alrededor del polo.
En una entrevista de noviembre de 2018, afirmó que su género es no binario, ya que no se identifica ni como hombre ni como mujer.
En 2022 se le arrestó 2 veces en Hawái: la primera, en marzo por cargos de alteración del orden público y acoso; y la segunda, en abril, por arrojarle una silla a una mujer, provocándole un corte en la frente.

## Filmografía

### Películas
| Año  | Película                                          | Personaje                               | Notas |
| ---- | ------------------------------------------------- | --------------------------------------- | ----- |
| 2008 | Afterschool                                       | Robert                                  |       |
| 2009 | City Island                                       | Vince Jr.                               |       |
| 2010 | Beware the Gonzo                                  | Eddie 'Gonzo' Gilman                    |       |
| 2010 | Every Day                                         | Jonah                                   |       |
| 2011 | Another Happy Day                                 | Elliot Hellman                          |       |
| 2011 | We Need to Talk About Kevin                       | Kevin Khatchadourian                    |       |
| 2012 | The Perks of Being a Wallflower                   | Patrick                                 |       |
| 2014 | Madame Bovary                                     | Leon Dupuis                             |       |
| 2015 | Trainwreck                                        | Donald                                  |       |
| 2015 | The Stanford Prison Experiment                    | Daniel Culp                             |       |
| 2016 | Batman v Superman: Dawn of Justice                | Barry Allen / The Flash                 | Cameo |
| 2016 | Escuadrón suicida                                 | Barry Allen / The Flash                 | Cameo |
| 2016 | Animales fantásticos y dónde encontrarlos         | Credence Barebone                       |       |
| 2017 | Liga de la Justicia                               | Barry Allen / The Flash                 |       |
| 2018 | Animales fantásticos: Los crímenes de Grindelwald | Credence Barebone                       |       |
| 2021 | Liga de la Justicia de Zack Snyder                | Barry Allen / The Flash                 |       |
| 2022 | Animales fantásticos: Los secretos de Dumbledore  | Credence Barebone / Aurelius Dumbledore |       |
| 2023 | The Flash                                         | Barry Allen / The Flash                 |       |

### Televisión
| Año     | Serie                             | Personaje                 | Notas                                          |
| ------- | --------------------------------- | ------------------------- | ---------------------------------------------- |
| 2006    | Cakey! The Cake from Outer Space  | Gran bravucón             | Episodio: «Birthday»                           |
| 2007    | Critical Hit!                     | Jack                      | Cortometraje de televisión                     |
| 2008    | Californication                   | Damien                    | 5 episodios                                    |
| 2009    | Law & Order: Special Victims Unit | Ethan Morse               | Episodio: «Crush»                              |
| 2009-10 | Royal Pains                       | Tucker Bryant             | 5 episodios                                    |
| 2020    | Arrow                             | Barry Allen / The Flash   | Episodio: «Crisis on Infinite Earths, Parte 4» |
| 2021    | The Stand                         | Hombre del bote de basura | 4 episodios                                    |
| 2021    | Invincible                        | D.A. Sinclair             |                                                |
| 2022    | Peacemaker                        | Barry Allen / The Flash   | Cameo                                          |

## Premios
| Año  | Trabajo                         | Premio                                     | Categoría                | Resultado |
| ---- | ------------------------------- | ------------------------------------------ | ------------------------ | --------- |
| 2011 | Another Happy Day               | Hamptons International Film Festival Award | Actor revelación         | Ganador   |
| 2011 | We Need to Talk About Kevin     | Premio BIFA                                | Mejor actor de reparto   | Nominado  |
| 2011 | We Need to Talk About Kevin     | Premios de la Crítica Cinematográfica      | Mejor intérprete joven   | Nominado  |
| 2012 | The Perks of Being a Wallflower | Boston Society of Film Critics Award       | Mejor actor de reparto   | Ganador   |
| 2012 | The Perks of Being a Wallflower | Festival de Cine de Hollywood              | Actuación destacada      | Ganador   |
| 2012 | The Perks of Being a Wallflower | San Diego Film Critics Society Award       | Mejor reparto            | Ganador   |
| 2012 | The Perks of Being a Wallflower | Santa Barbara International Film Festival  | Actor virtuoso           | Ganador   |
| 2012 | The Perks of Being a Wallflower | Detroit Film Critics Society Award         | Mejor actor de reparto   | Nominado  |
| 2013 | The Perks of Being a Wallflower | MTV Movie Awards                           | Mejor actor revelación   | Nominado  |
| 2013 | The Perks of Being a Wallflower | MTV Movie Awards                           | Mejor momento musical    | Nominado  |
| 2013 | The Perks of Being a Wallflower | Premios Phoenix Film Critics Society       | Mejor actor de reparto   | Nominado  |
| 2017 | Liga de la Justicia             | San Diego Film Critics Society Award       | Best Comedic Performance | Nominado  |

## Controversias

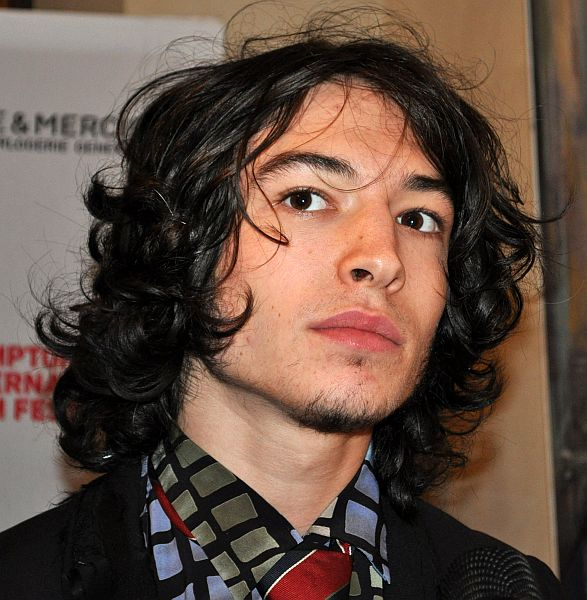
Miller en 2011

### Conducta desordenada
El 28 de junio de 2011, en medio de la filmación de The Perks of Being a Wallflower, Miller viajaba en un vehículo que fue detenido en Pittsburgh por una luz de freno rota; la policía descubrió veinte gramos de marihuana en posesión de Miller. Inicialmente se le acusó de posesión de drogas, pero luego un juez retiró el cargo. En cambio, enfrentó una multa de $ 600 por dos citaciones de alteración del orden público. Miller comentó más tarde: "No siento que haya necesidad de ocultar el hecho de que fumo marihuana. Es una sustancia herbal inofensiva que aumenta la apreciación sensorial".

### Incidente de asfixia
El 6 de abril de 2020, apareció un video en un tuit eliminado desde entonces que parecía mostrar a Miller asfixiando a una mujer y arrojándola al suelo. El video fue confirmado por Variety que tuvo lugar en Prikið Kaffihús, un bar en Reykjavik que Miller frecuenta cuando está en la ciudad. Un empleado del bar identificó a la persona en el video como Miller, a quien el personal escoltó fuera del local después del incidente.

### Hawái
El 28 de marzo de 2022, la policía arrestó a Miller en Hawái tras un altercado físico con los clientes después de haber lanzado obscenidades a los clientes en un bar de karaoke, recibiendo los cargos de alteración del orden público y acoso. El 19 de abril de 2022, la policía detuvo de nuevo a Miller por asalto en segundo grado por haber arrojado una silla que golpeó a una mujer de 26 años y le dejó un corte de media pulgada en la frente después de que le dijeran que se fuera durante una reunión privada. Su arresto ocurrió veinte minutos después del ataque durante una parada de tráfico en la intersección de la autopista 130 y la calle Kukula en Kea'au. Apenas unas horas después de este segundo arresto en semanas, Miller no se declaró culpable del incidente del karaoke y el juez Kanani Laubach le impuso una multa de 500 dólares por alteración del orden público. En total tuvo 10 altercados con la policía en esos dos meses.

### Juicio por robo
El 1 de mayo de 2022, Miller allanó una residencia en Vermont donde robó botellas de ginebra, ron y vodka, además de 900 dólares. Al iniciar el juicio, se declaró inocente; sin embargo, de ser hallado culpable podría enfrentar una pena de 26 años de prisión y una multa de $1000 dólares.
El 13 de enero de 2023 recibió el veredicto de culpable por el allanamiento de morada, sin embargo, se le retiraron dos cargos de delito grave con la condición de que no viole la libertad condicional que le fue otorgada.

### Denuncia por abuso sexual
También le denunciaron los padres de una niña sioux, Gibson Iron Eyes, su acompañante en Hawái, por secuestro. Miller había comenzado una relación con ella cuando Miller tenía 23 años y ella tan solo 12 años. Los padres de Gibson manifestaron a las autoridades que Miller la mantenía retenida contra su voluntad, ella carecía de pasaporte, documento de identidad, auto, tarjetas bancarias o teléfono móvil, que la vieron golpeada y con moretones, que le había hecho abandonar el colegio a los 16 años y que le suministraba alcohol, marihuana y LSD desde que era pequeña. Esta denuncia fue desmentida por la propia Gibson quien acusa a sus padres de transfobia.

### Tratamiento para problemas de salud mental
El 9 de agosto de 2022, un representante de Miller emitió un comunicado a Variety en el que Miller se disculpa por su comportamiento pasado, afirmando que recientemente "pasaron por un momento de crisis intensa" y comenzaron un tratamiento por "problemas complejos de salud mental".